# Leucon septemdentatus
Leucon septemdentatus är en kräftdjursart som beskrevs av John Todd Zimmer 1902. Leucon septemdentatus ingår i släktet Leucon och familjen Leuconidae. Inga underarter finns listade i Catalogue of Life.